# スーパーシーディング
P2Pファイル共有において、スーパーシーディング（英: Super-seeding）とは、BitTorrent通信プロトコルのためにジョン・ホフマンによって開発されたアルゴリズムである。これは、ダウンローダーがより早くアップローダーになることを助けるが、ダウンローダーが一人しかいない場合にはシーディング全体が失敗する危険性を伴う。
このアルゴリズムは、シードがスウォーム内に一人だけ存在する場合に適用される。各ダウンローダーに対してトレントファイル内で指定されたファイルの特定の部分のみをダウンロードすることを許可することで、ピアはより早くシーディングを開始できるようになる。スーパーシーディングが有効になっているシードに接続されたピアは、まだダウンロードを完了していなくてもトレントファイルの断片をより迅速に配布する。
2003年、BitTornadoがこのアルゴリズムを実装した最初のBitTorrentクライアントとなった。

## 効果
あるグループのテストによれば、スーパーシーディングはおよそ20％のアップロード比率を節約できることが示された。これは、シードのアップロード速度が各ピアの速度よりも速い場合に最も効果的である。
スーパーシーディングによる転送は、ダウンロードしているクライアントが一人しかいない場合には停止する。シーダーは、二人目のクライアントがデータを受け取るまで追加のデータを送信しない。この問題を回避するため、rTorrentは確認を待たずにピアへさらなるピースを提供し続け、設定されたアップロード容量に達するまでデータを送信する。

## 対応クライアント
- BitComet（1.16で機能追加。1.17でInitial-Seedingに改称）
- BitTorrent 6.0
- Deluge 2.00以降
- Halite[8]
- KTorrent 4.1
- libtorrent
- qBittorrent 2.0.0[9]
- rTorrent 0.8.2
- Tixati 1.34以降
- μTorrent（Initial Seedingとして実装）
- Vuze（旧称Azureus）